# Cotton Eye Joe
«Cotton Eye Joe» es una canción del grupo country pop sueco Rednex, lanzada en agosto de 1994 como el primer sencillo de su álbum de estudio debut, Sex & Violins (1995). Basado en la canción folclórica tradicional estadounidense Cotton-Eyed Joe, combina el estilo del grupo con instrumentos tradicionales estadounidenses como banjos y violines. Los versos vocales son interpretados por Annika Ljungberg, mientras que el coro de "Cotton Eye Joe" lo canta Göran Danielsson, quien nunca aparece en el vídeo musical de la canción, dirigida por Stefan Berg. Fue un éxito número uno en al menos once países y alcanzó el puesto 25 en el Billboard Hot 100 y el número 23 en el Cash Box Top 100 en los EE. UU. En 2002, "Cotton Eye Joe" fue remezclado en una nueva versión dance y lanzado en el primer álbum de grandes éxitos de Rednex, The Best of the West (2002).

## Composición
"Cotton Eye Joe" se basa en la antigua canción country tradicional "Cotton Eyed Joe" y comienza con el coro cantado por el cantante masculino. Casi un minuto después de la canción, la cantante interpreta el primero de dos versos vocales. Tiene un tempo de 132 BPM y una duración de 3 minutos y 14 segundos con una tecla La y un modo menor, y un compás de 4 tiempos por compás.  En el libro de 2002, Move Your Body (2 The 90s): Unlimited Eurodance, el escritor Juha Soininen afirma que la canción "rompió el molde del euro[dance] al permitir que un hombre cantara el estribillo mientras una mujer cantaba la parte central".

## Desempeño en las listas
La versión Rednex de la canción (usando "Eye" en lugar de "Eyed"), junto con una versión dance-mix, tuvo mucho éxito en Europa, donde permaneció en el número uno en Noruega durante 15 semanas, Suiza durante 13 semanas, Alemania durante 10 semanas, Suecia durante 8 semanas, Austria durante 7 semanas y durante 3 semanas en la lista de singles del Reino Unido. En este último, el sencillo alcanzó el primer puesto en su quinta semana en la lista, el 8 de enero de 1995. Además, también alcanzó el puesto número uno en Bélgica, Dinamarca, Finlandia, Países Bajos y Escocia, así como en el Eurochart Hot 100. En Irlanda, alcanzó el puesto número dos en enero de 1995. En Oceanía, encabezó la lista de singles de Nueva Zelanda durante 6 semanas consecutivas. En Australia alcanzó el puesto número ocho en abril de 1995. En Estados Unidos, alcanzó su punto máximo en abril/mayo de 1995 en el puesto 25 del Billboard Hot 100 y en el puesto 23 del Cash Box Top 100 .
"Cotton Eye Joe" recibió un disco de oro en Australia (35.000 copias vendidas), Países Bajos (50.000) y Estados Unidos (500.000). También recibió un disco de platino en Austria (50.000 copias vendidas), Nueva Zelanda (10.000), Suecia (50.000), Suiza (50.000) y el Reino Unido (650.000), y un disco de platino doble en Alemania (1.000.000) y Noruega.

## Recepción de la crítica
Bill Lamb de About.com dijo: "¿Qué pasa cuando combinas música folk, techno y bluegrass? Es algo así como este éxito". Johnny Loftus de AllMusic lo consideró una "novedad atrasada del euro-dance".  Larry Flick de Billboard lo describió como "un violín country cosido a un ritmo estridente de pop / rave dance", y señaló que la canción tiene un "rap descarado que se burla estereotipadamente de los sureños". JD Considine de The Daily Gazette lo llamó "la pieza de resistencia, una pista tan infernalmente pegadiza que casi no te das cuenta de lo tremendamente divertida que es". Jim Farber de Daily News felicitó a la banda por lograr "romper la lista de sencillos pop en un momento en el que incluso las estrellas del country que venden millones de álbumes no pueden triunfar en la lista de canciones pop".  David Browne de Entertainment Weekly comentó: "Por pura audacia, no es sorprendente que el disco esté atrayendo tanta atención. ¿Dónde más puedes escuchar un elemento básico del baile de granero convertido en techno, completo con lamentos de diva del baile y banjos y violines maníacos? ?" Tom Ewing de Freaky Trigger dijo que "Cotton Eye Joe" funciona "en ese nivel básico, enérgico y que mueve el trasero", y agregó que "los interludios de diva que gritan en realidad cambian un poco las cosas, aunque ese gancho de décadas de antigüedad es lo suficientemente sólido como para sostenerse por sí solo". Dave Sholin del Gavin Report señaló que "este grupo de Suecia le da un toque techno a un elemento básico del baile cuadrado", afirmando que su "enfoque fresco y único hace que 'Cotton Eye Joe' sea tan popular".
Un crítico de Knoxville News Sentinel lo describió como "tecno-hoedown". En su comentario semanal sobre las listas del Reino Unido, James Masterton lo consideró "un gran éxito de fiesta, sin importar dónde estés".  Howard Cohen de The Miami Herald escribió que "cada década tiene su canción novedosa", y agregó que "merece crédito por su coraje, al menos".  La revista paneuropea Music & Media dijo que "se necesitan tres para marcar una tendencia: ' Swamp Thing ' de Grid, ' Everybody Gonfi-Gon ' de Two Cowboys y 'Harmonica Man' de Bravado. Rednex son el próximo baile de granero moderno".  Un crítico de Music Week le dio cinco sobre cinco, describiéndolo como "el europop se encuentra con el country en una melodía irritantemente pegadiza", que "garantiza llenar las pistas de baile en el momento de la fiesta y un certificado de éxito de hierro fundido". John Kilgo de The Network Forty elogió a "Cotton Eye Joe" como un "ganador absoluto", afirmando que "esta novedad no sólo es pegadiza y divertida, sino también dinámica". Stuart Bailie de NME escribió: "Un baile country fantástico (y si no le has dado forma a esto en The Broken Spoke en Austin, bueno, te lo perdiste, amigo) recibe un tratamiento techno completo, como ese traje de vaquero que The Gird ya hizo este año. Tal vez sea otra novedad, pero es divertido". Neil Spencer de The Observer lo vio como "una broma inicialmente divertida".  James Hamilton de Record Mirror Dance Update lo declaró un "festival disco sueco alegremente galopante con un llamador de baile en cuadrilla, un violín y un banjo". Chuck Campbell de Scripps Howard News Service consideró que "tiene el mismo atractivo novedoso" que " I'm Too Sexy ", "pero además del ritmo de baile agresivo y las voces poco convencionales, la canción de Rednex también presenta a una mujer con una voz increíblemente aguda y violín y banjo maníacos". 

## Video musical
El videoclip que acompaña a "Cotton Eye Joe" fue dirigido por el director sueco Stefan Berg. Ganó el premio al mejor vídeo de danza sueco en los premios Swedish Dance Music Awards de 1995. El videoclip muestra a la banda actuando en un granero durante una fiesta donde los invitados ataviados al estilo montañés se dedican a actividades como bailar, jugar entre la paja y chapotear en baños del viejo oeste y montar un toro mecánico. En el granero se pueden ver varios carteles con tipografía western con inscripciones como "Caballos afuera", "¡Prohibido bañarse!" y "No se permite sexo". El videoclip termina con un breve plano a cámara rápida de la chica montando un toro mecánico. Göran Danielsson, que canta el coro "Cotton Eye Joe", nunca aparece en el vídeo. Recibió una gran rotación en MTV Europa y fue incluido en la lista A de VIVA de Alemania. En Estados Unidos, el videoclip generó una reacción masiva en su primera semana en The Box. "Cotton Eye Joe" estuvo disponible más tarde en el canal oficial de YouTube de Rednex en 2013 y había generado más de 196 millones de visitas hasta diciembre de 2022.

## Impacto y legado
MTV Dance colocó a "Cotton Eye Joe" en el puesto 51 de su lista de "Los 100 mayores himnos dance de los 90 de todos los tiempos" en noviembre de 2011. BuzzFeed incluyó la canción en el puesto 97 en su lista de "Las 101 mejores canciones de baile de los años 90" en 2017.  Paste Magazine clasificó la canción en el puesto 17 en la lista "Los 60 mejores clásicos de la pista de baile" en 2017. ThoughtCo incluyó la canción en el puesto 92 en su lista de "Las 100 mejores canciones de fiesta de todos los tiempos" en 2018.
El campeón mundial de BDO de 2001, John Walton, utiliza esto como música de acompañamiento. "Cotton Eye Joe" se reproducía con frecuencia en un segmento llamado "Coin Quest" en la serie de televisión Adult Swim FishCenter Live.   Jimmy Fallon cantó una versión de estilo rock suave de esta canción en su programa de entrevistas nocturno del mismo nombre como parte del Musical Genre Challenge. En 2021, el equipo de la Liga de Hockey de Ontario, Guelph Storm, dejó de usar la canción durante los juegos después de consultar con grupos locales que alegaban que la canción tiene orígenes racistas.  La canción aparece en el vídeo viral "Evolución de la Danza".
El 12 de agosto de 2023, "Cotton Eye Joe" interrumpió un desempate durante un partido del Abierto de Canadá entre Iga Świątek y Jessica Pegula. El punto se repitió. La canción se pudo escuchar más tarde por los altavoces después de que Pegula derrotara a Swiatek en tres sets.